# Мінамі Дайто
Мінамі Дайто, Південний Бородіно Мінамі Дайто: -джіма (яп. 南大東島, «острів Південний Дайто») — острів на півдні Японського архіпелагу, найбільший з островів Дайто.

## Географія
Розташований у субтропіках, сформувався на базі коралового рифу. За винятком сусіднього острова Кітадайто, поблизу від острова Мінамі Дайто немає ніякої населеної території на відстані 400 км.

### Клімат
| Клімат Мінамі-Дайто     | Клімат Мінамі-Дайто | Клімат Мінамі-Дайто | Клімат Мінамі-Дайто | Клімат Мінамі-Дайто | Клімат Мінамі-Дайто | Клімат Мінамі-Дайто | Клімат Мінамі-Дайто | Клімат Мінамі-Дайто | Клімат Мінамі-Дайто | Клімат Мінамі-Дайто | Клімат Мінамі-Дайто | Клімат Мінамі-Дайто | Клімат Мінамі-Дайто |
| Показник                | Січ.                | Лют.                | Бер.                | Квіт.               | Трав.               | Черв.               | Лип.                | Серп.               | Вер.                | Жовт.               | Лист.               | Груд.               | Рік                 |
| Середній максимум, °C   | 21                  | 21                  | 22                  | 24                  | 27                  | 29                  | 31                  | 31                  | 30                  | 28                  | 25                  | 22                  | 26                  |
| Середня температура, °C | 18                  | 18                  | 20                  | 22                  | 24                  | 27                  | 29                  | 29                  | 28                  | 26                  | 23                  | 20                  | 23                  |
| Середній мінімум, °C    | 16                  | 16                  | 18                  | 20                  | 23                  | 25                  | 27                  | 27                  | 26                  | 24                  | 21                  | 18                  | 20                  |
| Температура води, °C    | 22                  | 21                  | 21                  | 23                  | 24                  | 27                  | 29                  | 29                  | 28                  | 27                  | 25                  | 24                  | 25                  |
| Норма опадів, мм        | 43.4                | 48.8                | 62.8                | 111.1               | 186.8               | 178.1               | 97.6                | 150.2               | 114.8               | 105.4               | 77.1                | 54.1                | 1230.2              |
| Днів з опадами          | 7,0                 | 6,9                 | 9,1                 | 10,8                | 13,8                | 12,1                | 8,0                 | 10,8                | 8,9                 | 9,1                 | 7,9                 | 7,2                 | 111,6               |
| ----------------------- | ------------------- | ------------------- | ------------------- | ------------------- | ------------------- | ------------------- | ------------------- | ------------------- | ------------------- | ------------------- | ------------------- | ------------------- | ------------------- |
| Джерело: Weather Spark  |                     |                     |                     |                     |                     |                     |                     |                     |                     |                     |                     |                     |                     |

## Історія
Достеменно невідомо, коли було відкрито острови Кітадайто та Мінамі Дайто. Скоріше за все, вперше їх відкрив Бернардо де ла Торре у 1543 році, у проміжку від 25 вересня до 2 жовтня, під час невдалої спроби доплисти до Нової Іспанії з Філіппін на кораблі San Juan de Letran. Тоді ці два острови й було позначено на карті під назвою Las Dos Hermanas (Дві сестри). Точно відомо, що Кітадайто та Мінамі Дайто були помічені іспанцями вже пізнішої дати, 28 липня 1587, мореплавцем Педро де Унамуно, що назвав їх Islas sin Probecho (Збиткові острови).
Острів був названий росіянами «Південний Бородіно» у 1820 році, коли російський мореплавець Захар Панафідін проходив повз нього на судні «Бородіно».
У 1889 році група японських переселенців з островаХатідзьо стала першими жителями острова Мінамі Дайто. На новому місці вони вирощували цукрову тростину. Пізніше на острові була прокладена залізниця для товарних поїздів, проте згодом її демонтували, а вантажі тепер перевозяться іншими видами транспорту.

## Населення
На острові розташоване село Мінамі-Дайто, адміністративно належить до повіту Шімаджірі префектури Окінава.

## Економіка
На Мінамі-Дайто розташована винокурня, яка виробляє ром, а також власний аеропорт.

## Галерея

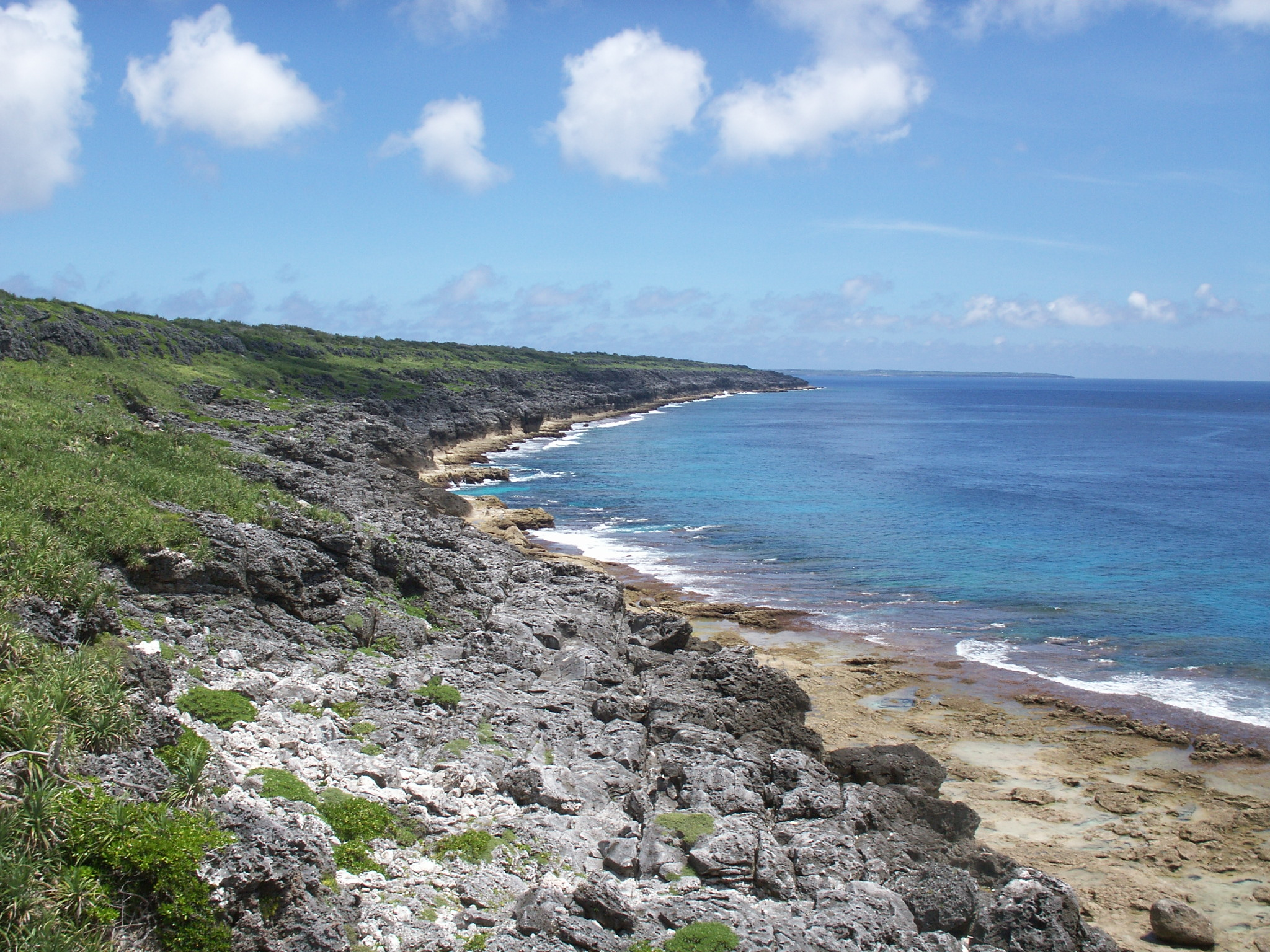
Узбережжя острова
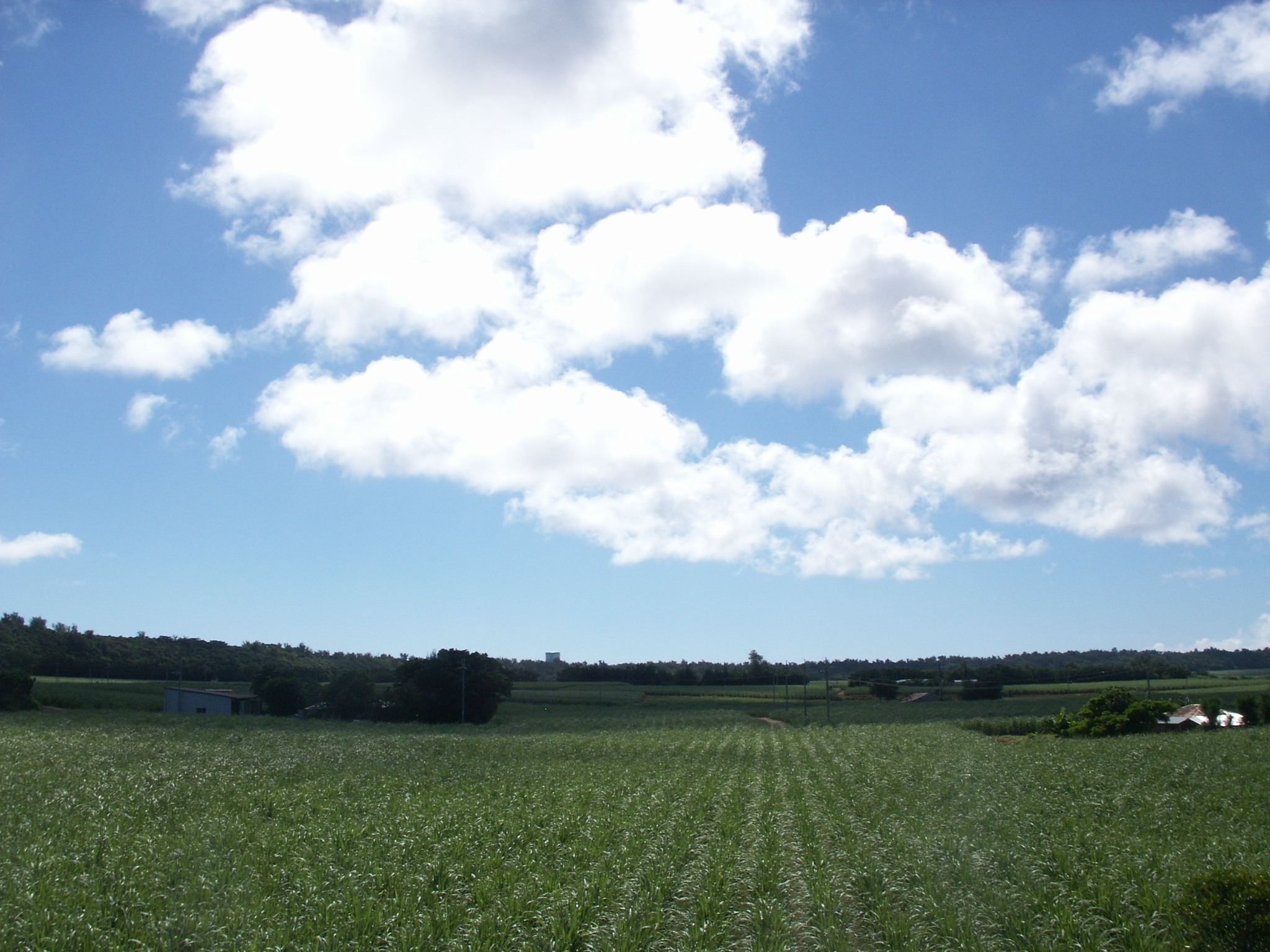
Поле цукрової тростини
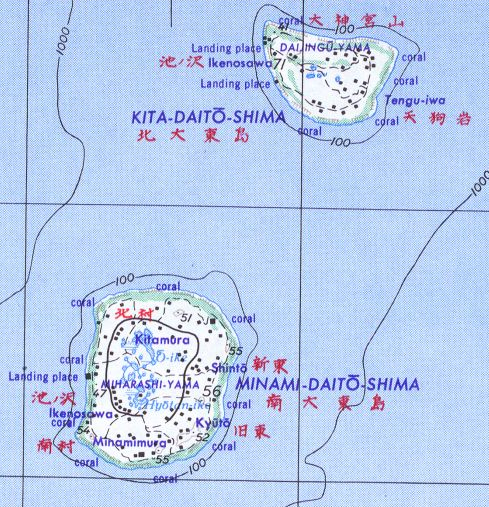
Детальна карта островів Дайто